# Macrostylidae
Macrostylidae är en familj av kräftdjur som beskrevs av Hansen 1916. Macrostylidae ingår i ordningen gråsuggor och tånglöss, klassen storkräftor, fylumet leddjur och riket djur. Enligt Catalogue of Life omfattar familjen Macrostylidae 62 arter. 
Kladogram enligt Catalogue of Life och Dyntaxa:
| Macrostylidae | \| \| Desmostylis \| \| \| \| \| \| Macrostylis \| \| \| \| |
|               | \| \| Desmostylis \| \| \| \| \| \| Macrostylis \| \| \| \| |
|               | Desmostylis                                                 |
|               |                                                             |
|               | Macrostylis                                                 |
|               |                                                             |

## Bildgalleri

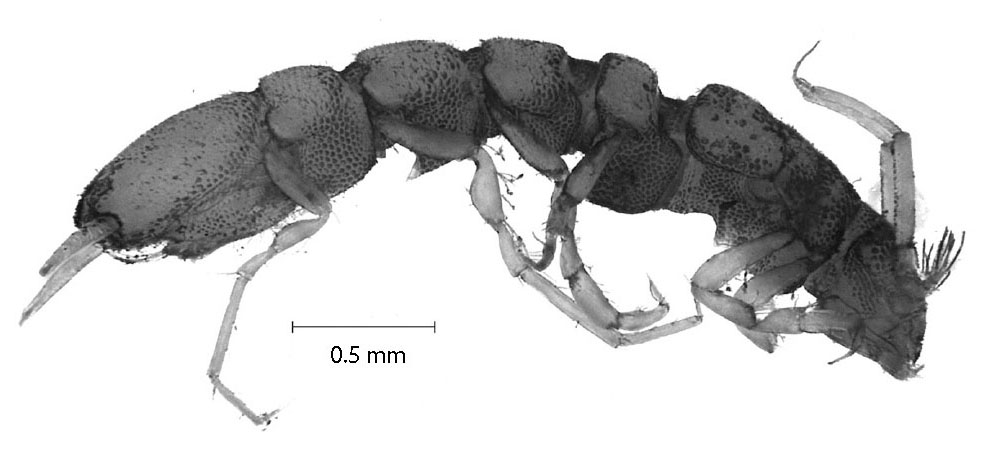
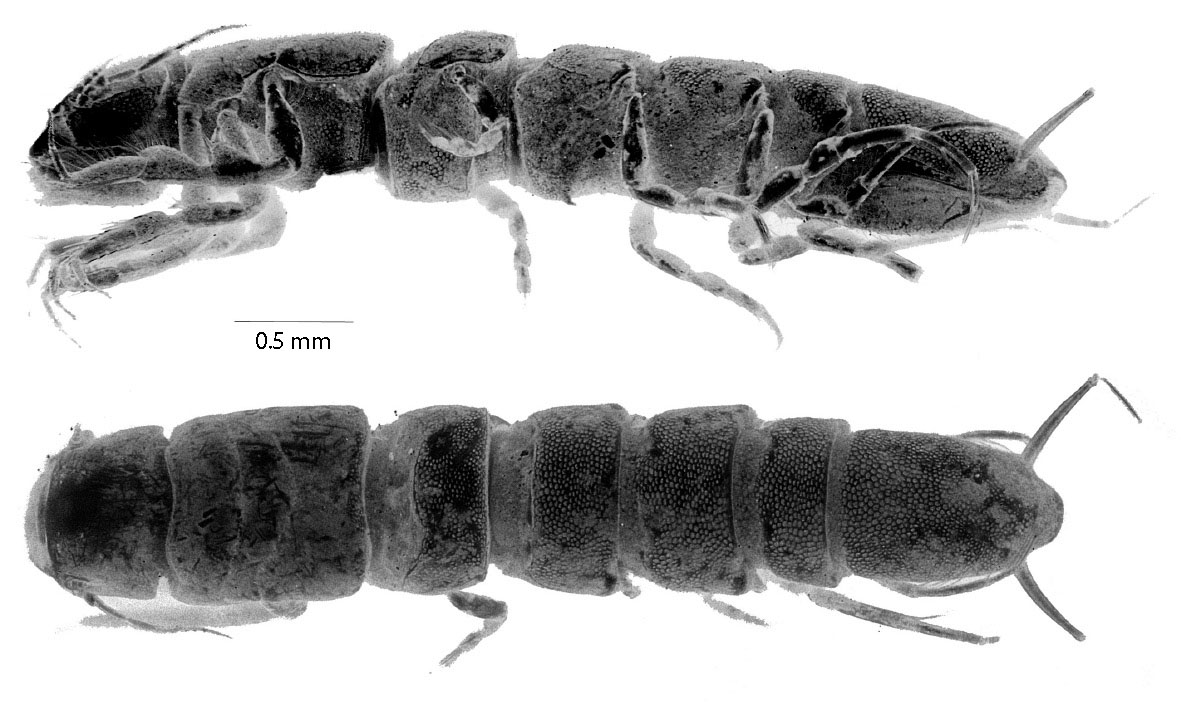